# The Songs Lennon and McCartney Gave Away
The Songs Lennon and McCartney Gave Away was een conceptalbum én verzamelalbum met een reeks liedjes van John Lennon en Paul McCartney, die zijn opgenomen door andere artiesten dan The Beatles. Op de eerste versie van het album, uit 1971, staan alleen liedjes die in de jaren zestig van de 20e eeuw zijn opgenomen en niet door The Beatles zelf op de plaat zijn gezet. Dus wel Like Dreamers Do van The Applejacks, dat weliswaar ook door The Beatles is opgenomen, maar in die versie pas in 1995 werd uitgebracht, maar niet Got to Get You into My Life van Cliff Bennett and the Rebel Rousers, want dat nummer stond op het Beatles-album Revolver.
The Songs Lennon and McCartney Gave Away verscheen op Music for Pleasure, een sublabel van de EMI Group. In 1979 verzorgde EMI zelf een heruitgave, waarop één nummer was toegevoegd: I'm the Greatest, een liedje geschreven door John Lennon voor Ringo Starr en uitgebracht in 1973. Daarmee werd de oorspronkelijke opzet, een verzameling liedjes uit de jaren zestig, wel geweld aangedaan.

## Achtergrond
John Lennon and Paul McCartney begonnen al in de late jaren vijftig samen liedjes te schrijven. Al vroeg kwamen ze overeen dat ze alle liedjes op hun beider naam zouden zetten, ook al had maar een van hen het geschreven. Een groot aantal van hun liedjes werd door hun groep The Beatles opgenomen. Toen The Beatles populair waren geworden, kregen zij of hun manager Brian Epstein veel verzoeken van andere artiesten of die een liedje van het zo succesvolle duo mochten opnemen. Lennon en McCartney voldeden regelmatig aan zo’n verzoek.
Soms gaven ze toestemming om een nummer van een album op te nemen (een voorbeeld is Do You Want to Know a Secret van het album Please Please Me, dat werd opgenomen door Billy J. Kramer with The Dakotas en in die versie een hit werd). Andere keren namen The Beatles een nummer op, maar waren ze niet tevreden over het resultaat. Dan gaven ze het weg aan een artiest bij wie het beter paste. Zo mocht P.J. Proby het nummer That Means a Lot opnemen; de versie van The Beatles zelf bleef in portefeuille tot 1996. Het kon ook gebeuren dat The Beatles al direct een liedje niet in hun repertoire vonden passen. Een enkele keer schreven Lennon en McCartney een nummer speciaal voor een bevriende artiest. De grens tussen die twee is moeilijk te trekken. From a Window van Billy J. Kramer with The Dakotas is een voorbeeld van een liedje dat The Beatles nooit zelf hebben opgenomen.
The Songs Lennon and McCartney Gave Away bevat alleen nummers die wel door The Beatles zijn opgenomen, maar pas ver na de jaren zestig uitgebracht, of die helemaal niet door The Beatles zijn opgenomen. Bovendien zijn de nummers allemaal verschenen als single, zij het in één geval als B-kant.
Niet elk liedje op dit album deed het even goed. A World without Love van Peter & Gordon haalde de eerste plaats in zowel het Verenigd Koninkrijk als de Verenigde Staten, maar Love of the Loved van Cilla Black kwam niet verder dan een 35e plaats in de UK Singles Chart. Een liedje van Lennon en McCartney was dus geen garantie voor succes.

## The Songs The Beatles Gave Away
Er bestaat een cd Hello Goodbye: Songs The Beatles Gave Away uit 2007 met twaalf liedjes die allemaal ook op The Songs Lennon and McCartney Gave Away staan, maar dan gecoverd door weinig bekende artiesten.

## De nummers op de heruitgave van 1979
Het enige liedje dat op de heruitgave van 1979 is toegevoegd, is I'm the Greatest, geschreven door John Lennon voor Ringo Starr en uitgebracht in 1973.
| Kant | Volgnr. | Nummer                        | Artiest                          | Duur | Uitgebracht in | Bijzonderheden                                                                                         |
| ---- | ------- | ----------------------------- | -------------------------------- | ---- | -------------- | --- |
| 1    | 1       | I'm the Greatest              | Ringo Starr                      | 3.23 | 1973           | Geschreven door John Lennon                                                                            |
|      | 2       | One and One Is Two            | The Strangers with Mike Shannon  | 2.11 | 1964           | Versie van The Beatles zelf alleen als bootleg                                                         |
|      | 3       | From a Window                 | Billy J. Kramer with The Dakotas | 1.58 | 1964           | – |
|      | 4       | Nobody I Know                 | Peter & Gordon                   | 2.29 | 1964           | – |
|      | 5       | Like Dreamers Do              | The Applejacks                   | 2.37 | 1964           | Versie van The Beatles zelf op Anthology 1                                                             |
|      | 6       | I'll Keep You Satisfied       | Billy J. Kramer with The Dakotas | 2.05 | 1963           | – |
|      | 7       | Love of the Loved             | Cilla Black                      | 2.02 | 1963           | Versie van The Beatles zelf alleen als bootleg                                                         |
|      | 8       | Woman                         | Peter & Gordon                   | 2.26 | 1966           | Geschreven door Paul McCartney onder het pseudoniem Bernard Webb                                       |
|      | 9       | Tip of My Tongue              | Tommy Quickly and The Remo Four  | 2.06 | 1963           | Wel opgenomen door The Beatles, maar die opname is vermoedelijk verloren gegaan                        |
|      | 10      | I'm in Love                   | The Fourmost                     | 2.08 | 1963           | Versie van The Beatles zelf op The Beatles Bootleg Recordings 1963                                     |
| 2    | 1       | Hello Little Girl             | The Fourmost                     | 1:52 | 1963           | Versie van The Beatles zelf op Anthology 1                                                             |
|      | 2       | That Means a Lot              | P.J. Proby                       | 2.33 | 1965           | Versie van The Beatles zelf op Anthology 2                                                             |
|      | 3       | It's for You                  | Cilla Black                      | 2.21 | 1964           | – |
|      | 4       | Penina                        | Carlos Mendes                    | 2.36 | 1969           | Geschreven door Paul McCartney                                                                         |
|      | 5       | Step Inside Love              | Cilla Black                      | 2.21 | 1968           | Versie van The Beatles zelf op Anthology 3                                                             |
|      | 6       | A world without love          | Peter & Gordon                   | 2.38 | 1964           | – |
|      | 7       | Bad to Me                     | Billy J. Kramer with The Dakotas | 2.18 | 1963           | Versie van The Beatles zelf op The Beatles Bootleg Recordings 1963                                     |
|      | 8       | I don't want to see you again | Peter & Gordon                   | 1.59 | 1964           | – |
|      | 9       | I'll Be on My Way             | Billy J. Kramer with The Dakotas | 2.18 | 1963           | B-kant van Do You Want to Know a Secret. Live-versie van The Beatles zelf op Live at the BBC           |
|      | 10      | Catcall                       | The Chris Barber Band            | 3.04 | 1967           | Instrumentaal nummer van Paul McCartney. Op het eind zijn wat stemmen te horen, waaronder die van Paul |